# Nowe Miasto (gemeente)
De gemeente Nowe Miasto is een landgemeente in het Poolse woiwodschap Mazovië, in powiat Płoński.
De zetel van de gemeente is in Nowe Miasto.
Op 30 juni 2004 telde de gemeente 4786 inwoners.

## Oppervlakte gegevens
In 2002 bedroeg de totale oppervlakte van gemeente Nowe Miasto 118,35 km², waarvan:
- agrarisch gebied: 65%
- bossen: 26%

De gemeente beslaat 8,55% van de totale oppervlakte van de powiat.

## Demografie
Stand op 30 juni 2004:
| Omschrijving                   | Totaal | Totaal | Vrouwen | Vrouwen | Mannen | Mannen |
| ------------------------------ | ------ | ------ | ------- | ------- | ------ | ------ |
| eenheid                        | aantal | %      | aantal  | %       | aantal | %      |
| inwoners                       | 4786   | 100    | 2352    | 49,1    | 2434   | 50,9   |
| bevolkingsdichtheid (inw./km²) | 40,4   | 40,4   | 19,9    | 19,9    | 20,6   | 20,6   |

In 2002 bedroeg het gemiddelde inkomen per inwoner 1421,89 zł.

## Plaatsen
Adamowo, Aleksandria, Anielin, Belín, Czarnoty, Gawłowo, Gawłówek, Gościmin Wielki, Grabie, Gucin, Henrykowo, Janopole, Jurzyn, Jurzynek, Kadłubówka, Karolinowo, Kubice, Latonice, Miszewo B, Miszewo Wielkie, Modzele-Bartłomieje, Nowe Miasto, Nowe Miasto-Folwark, Nowosiółki, Popielżyn Dolny, Przepitki, Rostki, Salomonka, Szczawin, Tomaszewo, Władysławowo, Wólka Szczawińska, Zakobiel, Zasonie, Zawady B, Zawady Stare, Żołędowo.

## Aangrenzende gemeenten
Joniec, Nasielsk, Sochocin, Sońsk, Świercze